# Bodil Ipsen

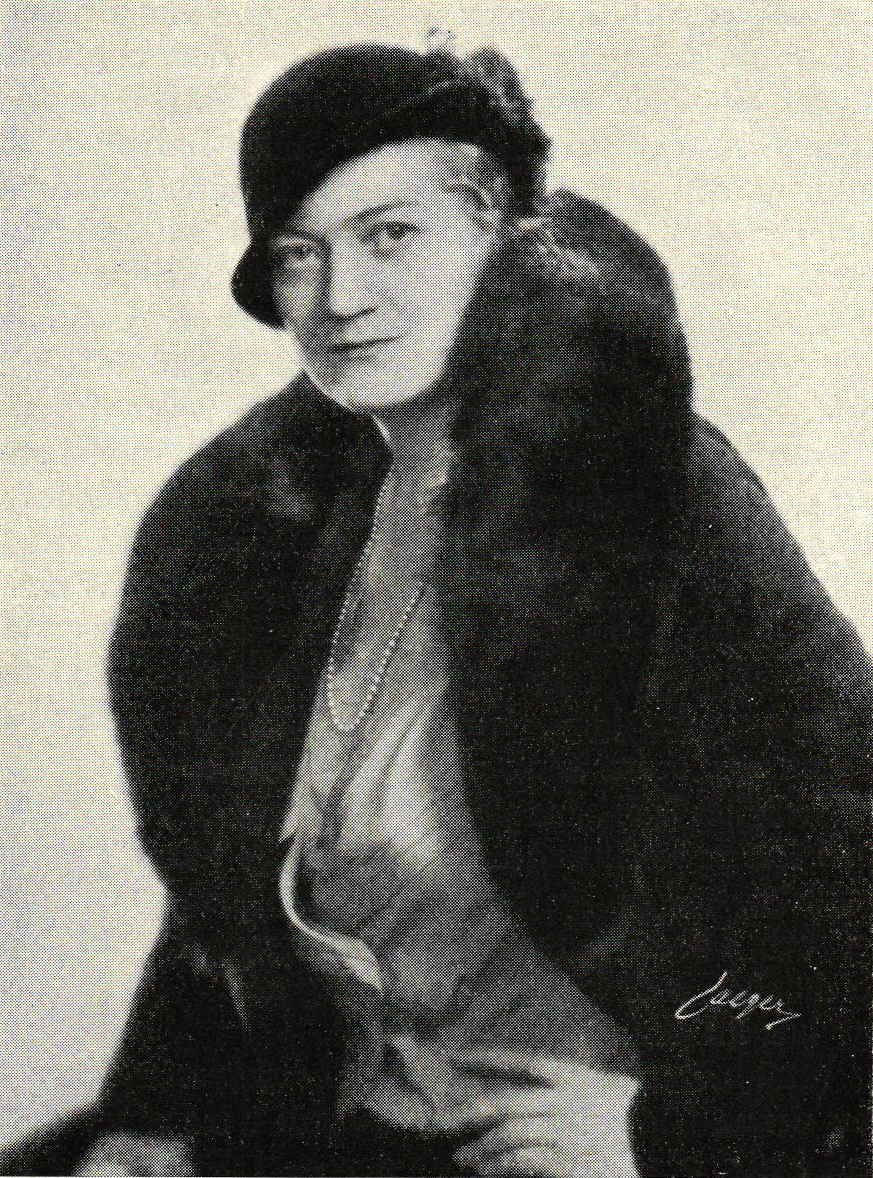
Bodil Ipsen, 1932

Bodil Ipsen (* 30. August 1889 in Kopenhagen; † 26. November 1964 ebenda; eigentlich Bodil Louise Jensen Ipsen) war eine dänische Schauspielerin und Filmregisseurin. Sie wird als eine der herausragendsten Persönlichkeiten in der dänischen Filmgeschichte angesehen. Ihre Schauspielkarriere, die sie am Theater und im Stummfilm begann, war geprägt von Hauptrollen in großen Volkskomödien und Melodramen. Großen Einfluss übte sie als Filmregisseurin aus, indem sie den ersten dänischen Film noir inszenierte; es folgten Regiearbeiten bei einigen dunklen psychologischen Thrillern der 1940er und 1950er Jahre. Zusammen mit der Schauspielerin Bodil Kjer ist sie die Namensgeberin für Dänemarks ältesten Filmpreis, die Bodil.

## Leben
Bodil Ipsen wurde 1889 als Bodil Louise Jensen Ipsen in Kopenhagen geboren. Sie war die Tochter des Kancelliråd L. J. Ipsen († 1913) und seiner Frau Laura Holst († 1918). Nach ihrem Schulabschluss im Jahr 1908 begann sie ein Studium am Königlichen Theater, wo sie ein Jahr später, am 10. Oktober 1909, als Helene in Bjørnstjerne Bjørnsens Når den ny vin blomstrer ihr Bühnendebüt feierte. Daraufhin trat sie am Dagmarteatret mit Erfolg in den Stücken Fru Brandels smukke døtre (1910), Den ukloge jomfru (1911) und Zaza (1913) auf. Ab dem Jahr 1914 ging sie zurück zum Königlichen Theater und stand 1915 das erste Mal gemeinsam mit Poul Reumert auf der Bühne. Mit Reumert als Bühnenpartner erschien sie mit Erfolg in Dramen von Henrik Ibsen und August Strindberg, die daraufhin in Dänemark eine Renaissance erlebten. Ihre Vielseitigkeit bewies sie sowohl mit komischen Rollen, wie die der Rosalind in Shakespeares Wie es euch gefällt, als auch ernsten Parts wie die der Nora in Ibsens Ein Puppenheim. In ihrer späteren Theaterkarriere übernahm sie betont dramatische Rollen und trat an allen wichtigen Schauspielstätten wie dem Folketeatret, Betty Nansen Teatret, Frederiksberg Teater, Det Ny Teater, Århus Teater und Odense Teater in Erscheinung. Gastspiele führten sie unter anderem nach Schweden und Norwegen. Zu ihrem Repertoire zählten ungefähr 200 Theaterrollen sowie 150 Auftritte in Radiohörspielen und vier Fernsehrollen. Sie interpretierte unter anderem die Ophelia in Hamlet, die Titelrollen in Maria Stuart und Fräulein Julie, die Rolle der Helene Alving in Gespenster, die Lady Macbeth in Macbeth und Claire Zachanassian in Der Besuch der alten Dame.
Im Jahr 1920 gab Ipsen ihr Spielfilmdebüt in Lavinen unter der Regie ihres Ehemannes Emanuel Gregers. Weitere gemeinsame Arbeiten mit Gregers folgten im Jahr 1922 und 1923. Sporadisch trat sie weiterhin als Filmschauspielerin in Erscheinung, drehte aber in ihrer Karriere nur zwölf Filme. Ihre nennenswerten frühen Filmauftritte absolvierte sie in wütenden Komödien, darunter die Titelrolle als zänkische Jungfer in Gregers Bolettes brudefærd (1938) oder der Part der Grevinde Danner in Sørensen og Rasmussen (1940).
Im Jahr 1942 wechselte Ipsen ins Regiefach und inszenierte in zehn Jahren zehn Spielfilme. Obwohl ihr Schauspieltalent in romantischen Filmkomödien Verwendung fand, trug sie als Filmregisseurin zur Entwicklung von klassischen, finsteren Dramen und Kriminalfilmen bei. Ihr Regiedebüt war 1942 der dunkle Psychothriller Entgleiste Menschen, der als erster Film noir der dänischen Filmgeschichte gilt. In diesem schlüpfte Ilona Wieselman in die Rolle einer unter Gedächtnisschwund leidenden Arzttochter, die sich unter Prostituierten als Geliebte eines Gangsters wiederfindet und tragisch endet. Zwei Jahre später führte Ipsen im Jahr 1944 bei zwei weiteren Thrillern Regie. In Mordets Melodi wird ein Sänger als Serienmörder verdächtigt, während Besættelse über einen Mann handelt, der sich in erotische Obsessionen zu einer jüngeren Frau steigert.
Nach Entgleiste Menschen arbeitete Ipsen mit dem Regisseur Lau Lauritzen junior zusammen, Sohn des bekannten Filmemachers Lau Lauritzen senior. Gemeinsam realisierten sie vier weitere Filme. Ein Erfolg war ihre zweite Zusammenarbeit Rote Wiesen, der 1946 eine Einladung in den Wettbewerb der erstmals veranstalteten Internationalen Filmfestspielen von Cannes erhielt. Der Film, der zu Zeiten des Zweiten Weltkriegs im von Nationalsozialisten besetzten Dänemark spielt, teilte sich den Grand Prix, mit zehn weiteren Spielfilmproduktionen. Gemeinsam mit der Neuseeländern Jane Campion (Das Piano) gehört Ipsen bis heute zu den einzigen Filmregisseurinnen, die in Cannes den Hauptpreis erringen konnten. 1950 erhielten Ipsen und Lauritzen Anerkennung für ihren gemeinsamen Film Café Paradis. Das Drama, in dem sich das Regieduo dem Thema der Alkoholkrankheit annahmen, wurde ein Jahr später mit dem Preis des Verbands der dänischen Filmkritiker ausgezeichnet. Die Bodil, die zu Ehren nach Ipsen und der Schauspielerin Bodil Kjer benannt wurde, hatten sie bereits 1949 mit Støt står den danske sømand gewonnen. In beiden Filmen spielt Poul Reichhardt die Hauptrolle. Für den Kriminalfilm Det sande ansigt (1951) wurden beide erneut mit der Bodil für den besten dänischen Film ausgezeichnet, während Ipsen für Erik Ballings Drama Glaube, Hoffnung und Zauberei (1960) im Alter von 71 Jahren den Preis als Beste Hauptdarstellerin entgegennahm. In der „derbe(n), folkloristisch geprägte Typenkomödie“ die auf den Färöer-Inseln angesiedelt ist, war sie als schlaue Großmutter zu sehen, die ihren unerfahrenen, hinkenden Neffen auf der Brautschau begleitet. Nach der Zusammenarbeit mit Balling zog sich Ipsen von der Schauspielerei zurück. Sie beendete ihre Theaterkarriere am 2. April 1960 auf der Bühne des Königlichen Theaters von Kopenhagen.
Die Aktrice und Filmregisseurin war insgesamt viermal verheiratet. Nach einer nur kurz währenden Ehe mit dem Schauspieler Jacob Texière (1879–1944) im Jahr 1910, war sie ab 1914 mit Helmuth Heinrich Otto Moltke (1882–1930) verheiratet. Die Verbindung mit dem Bauingenieur zerbrach drei Jahre später. Ab dem Jahr 1919 folgte die vierjährige Ehe mit dem Schauspieler und Filmregisseur Emanuel Gregers (1881–1957), der sie in einigen seiner Werke einsetzte. Ihre vierte Ehe ging Ipsen im Jahr 1932 mit dem zehn Jahre jüngeren Ejnar Black ein, die bis zum Tod des Journalisten im Jahr 1949 andauerte. Nach Blacks Tod zog sich Ipsen weitestgehend ins Privatleben zurück, wo sie die Gesellschaft ihrer Assistentin und Haushälterin Stella Jensen bevorzugte. „Während des Zusammenlebens in den letzten zehn Jahren ihres (Bodil Ipsens) Lebens entdeckte ich eine Person von grenzenloser Begabung. Eine Großzügigkeit, die wirklich keine Grenzen kannte, ebenso wie ein deutliches und merkwürdiges Misstrauen der Menschen, denen sie andernfalls nahe gewesen wäre …“, so Jensen nach Ipsens Tod. Sie starb im November 1964 im Alter von 75 Jahren in Kopenhagen. 2006 entstand der Dokumentarfilm Bodil Ipsen og filmen der Regisseure Majken S. Eliasen, Claus Kjær und Brian Petersen, der im November desselben Jahres seine Premiere in Kopenhagen feierte und die Karriere Ipsens nachzeichnet.

## Filmografie

### Schauspielerin
- 1913: Scenens børn
- 1920: Lavinen
- 1922: Frie fugle
- 1923: Madsalune
- 1932: Paustians Uhr
- 1935: Det gyldne smil
- 1938: Bolettes brudefærd
- 1940: Sørensen og Rasmussen
- 1941: Gå med mig hjem
- 1942: Forellen
- 1957: Ingen tid til kærtegn
- 1960: Glaube, Hoffnung und Zauberei (Tro, håb og trolddom)

### Regie
- 1942: Entgleiste Menschen (Afsporet)
- 1942: En herre i kjole og hvidt
- 1943: Drama på slottet
- 1944: Mordets melodi
- 1944: Besættelse
- 1945: Rote Wiesen (De røde enge)
- 1947: Bröllopsnatten
- 1948: Støt står den danske sømand
- 1950: Café Paradis
- 1951: Det sande ansigt

## Auszeichnungen
- 1922: (23. September) von König Christian X. von Dänemark mit der dänischen Verdienstmedaille Ingenio et arti ausgezeichnet.[7]
- 1935: Wissenschafts- und Kulturpreis Tagea Brandts Rejselegat
- 1946: Grand Prix der Internationalen Filmfestspiele von Cannes für Rote Wiesen (gemeinsam mit Lau Lauritzen)
- 1949: Bodil für Støt står den danske sømand (Kategorie: Bester Film)
- 1951: Bodil für Café Paradis (Bester Film)
- 1952: Bodil für Det sande ansigt (Bester Film)
- 1960: Bodil für Glaube, Hoffnung und Zauberei (Beste Hauptdarstellerin)